# Suze-la-Rousse
Suze-la-Rousse es una comuna francesa del departamento de Drôme en la región de Ródano-Alpes.
Se encuentra en la orilla izquierda del río Lez y posee hermosas vistas sobre el Mont Ventoux, la Montaña de la Lance y los Pre-Alpes del Dauphiné.
Su principal monumento es el Castillo de Suze-la-Rousse, cuyas partes más antiguas datan del siglo XII y que aúna características de fortaleza feudal y residencia señorial. Sus antiguas caballerizas albergan hoy en día las aulas, salas de conferencias y residencia de estudiantes de la Universidad del vino, una entidad de carácter privado que se dedica al estudio y enseñanza de la enología.

## Demografía
| 1056 | 1209 | 1197 | 1396 | 1422 | 1564 |
| Para los censos de 1962 a 1999 la población legal corresponde a la población sin duplicidades (Fuente: INSEE [Consultar]) |      |      |      |      |      |